# Perseo (espía)
Perseo es el nombre código de un hipotético espía atómico soviético que, de ser real, habría violado la seguridad nacional de Estados Unidos al infiltrar el centro de investigación de Los Álamos durante el desarrollo del Proyecto Manhattan y en consecuencia, habría sido instrumental para los soviéticos en el desarrollo de armas nucleares.
Entre estudiosos del tema existe algún consenso de que Perseo no existió y en realidad se trató de una creación de parte de la inteligencia soviética.

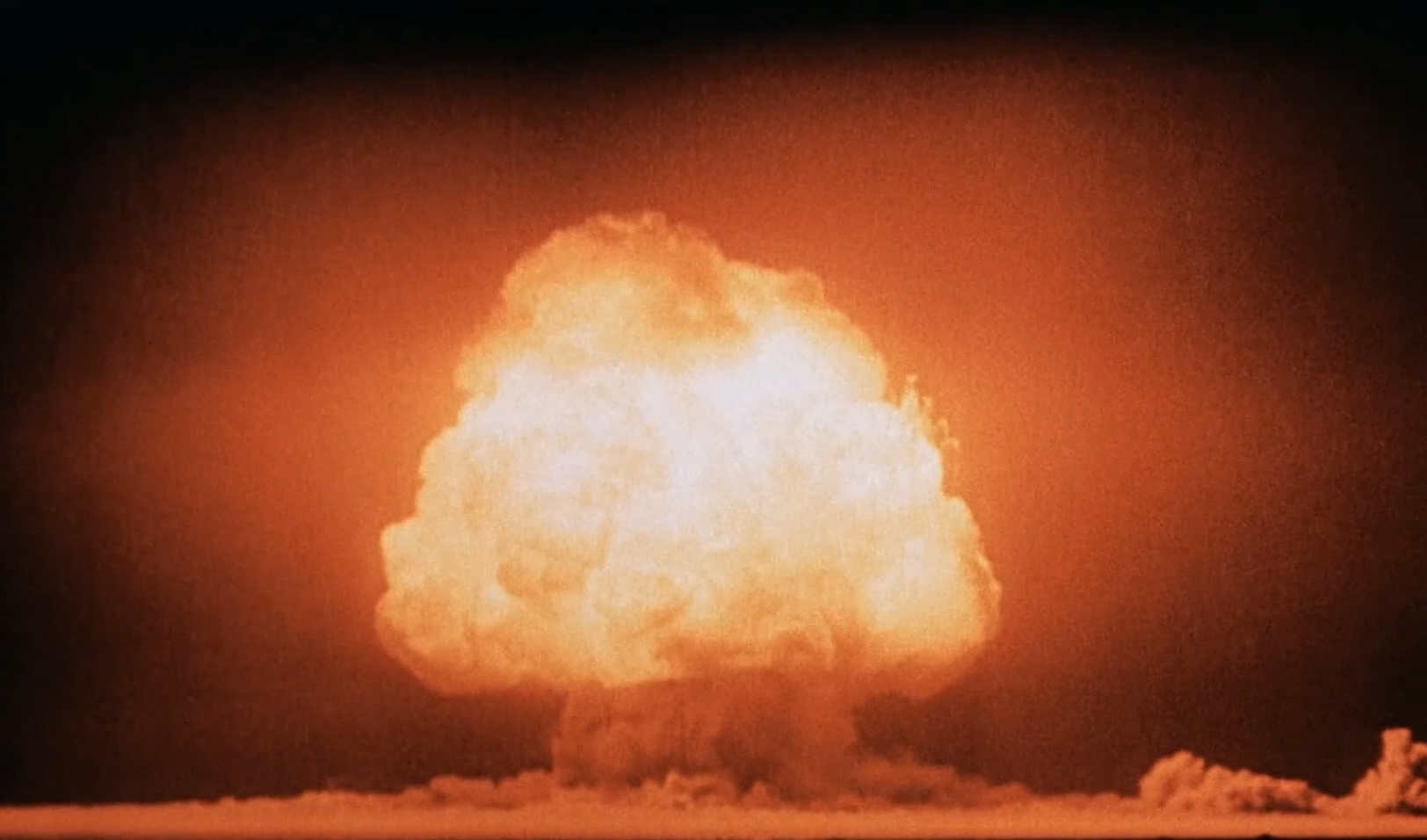
Explosión de la prueba nuclear de Trinity. De haber sido real, Perseo supuestamente habría dado información crucial sobre esta prueba a los soviéticos, esto de acuerdo a una fuente.

## Historia y Personaje
Un perfil de un espía de existencia no confirmada pero cuya historia se adecua a la de otras fuentes que sostienen la existencia de Perseo, es descrito como un científico estadounidense de edad joven al momento del Proyecto Manhattan.
De haber sido real, Perseo supuestamente habría participado en la Guerra Civil Española.
A inicios de la década de los años 1940 Perseo habría estado en Nueva York para visitar a sus padres enfermos. Durante su estancia en esa ciudad habría logrado ser reclutado por la KGB luego de buscar y contactar a Morris Cohen, un estadounidense que se unió al partido comunista durante la gran depresión y que trabajaba como espía para la Unión Soviética.
La reunión entre ambos tuvo que haber sido sido entre septiembre de 1941 y julio de 1942, antes de que Cohen se enrolara en el ejército y partiera al frente occidental en Europa.
Perseo se habría presentado a Cohen como un físico que había sido invitado a unirse a los trabajos en el centro de investigación de Los Álamos. Para 1942, Perseo supuestamente ya trabajaba en Los Álamos, siendo que habría empezado en algún momento al menos 18 meses antes de que el físico alemán y también espía atómico Klaus Fuchs se uniera a la investigación a mediados de 1944. No obstante, al parecer Perseo habría sido reclutado por los soviéticos casi al mismo tiempo que Fuchs o en una época cercana
De acuerdo a artículos publicados en Rusia, Perseo habría colaborado con el gobierno soviético por razones puramente ideológicas al punto que rechazó recibir gratificaciones económicas a cambio de información clasificada, ya que estaba convencido de que Estados Unidos usaría la bomba atómica en contra de la Unión Soviética, llegando a declarar que:

«El Pentágono es de la idea [...] de que le tomará décadas a la Unión Soviética dominar la energía atómica. Mientras tanto, Estados Unidos destruirá el socialismo por medio de la bomba de uranio»

Con Morris Cohen en Europa, su esposa, Lona Cohen, se encargó de viajar a Albuquerque en una o dos ocasiones (dependiendo de la fuente consultada). Una vez ahí, Lona Cohen habría recibido información directamente de Perseo para llevarla al cónsul soviético en Nueva York, Anatoli Yatskov. Supuestamente, esta información habría incluido detalles cruciales sobre la Prueba Trinity, detonada en julio de 1945.
De acuerdo a una fuente, Perseo continuaba con vida en 1991.
Perseo supuestamente también fue referido o identificado con los nombres claves de «Mr. X», «Youngster», FOGEL, PERS y «Mlad».
El nombre clave de Perseo también se usó para identificar a un espía que infiltró el Campo de Misiles de Arenas Blancas en Las Cruces, Nuevo México.

## Posibles confirmaciones de su existencia

### Vladimir Chikov
En abril de 1991 el coronel y oficial de relaciones públicas de la KGB, Vladimir Chikov, publicó artículos en el semanario ruso «The New Times» en los que comentó sobre la existencia de un espía ruso trabajando infiltrado en el proyecto Manhattan bajo el nombre clave de Perseo.
Respecto a la información publicada por Chikov en «The New Times», un artículo de The Washington Post comenta:

«Hay algunas contradicciones e inconsistencias en la versión de Chikov de cómo se reclutó a Perseo, lo que hace que su artículo de New Times sea una fuente poco confiable. Pero a menos que la agencia de inteligencia rusa esté interpretando un engaño gigantesco, parece haber pocas dudas de que el Kremlin tenía tal agente. El último lote de documentos de inteligencia contiene información que solo podría provenir de un científico con acceso directo a los secretos más íntimos del Proyecto Manhattan.»

### Anatoli Yatskov
En una entrevista publicada en 1992, el ex cónsul soviético en Nueva York, Anatoli Yatskov, confirmó la existencia de Perseo, considerándolo como una figura importante entre los que trabajaban en el proyecto Manhattan.
Durante su gestión como cónsul, Yatskov usó el seudónimo de Anatoly Yakovlev y se desempeñó como agente de inteligencia soviético, coordinando a los espías atómicos en Estados Unidos.
Yatskov dio detalles sobre el reclutamiento de Perseo, la forma en que envió información de desde Nuevo México hasta Nueva York (por medio de la esposa de Morris Cohen) y confirmó que la Unión Soviética recibió información tanto de Klaus Fuchs como de Perseo.

### Morris Cohen y Lona Cohen
En una entrevista dada antes de fallecer en 1995, el espía soviético de origen estadounidense Morris Cohen confirmó que (además de Karl Fuchs) existió un segundo físico en el proyecto Manhattan que trabajó como espía soviético.
Los detalles de la historia de Cohen coinciden con detalles de las declaraciones del coronel Vladimir Chikov de unos años atrás, como el reclutamiento como espías de personas cercanas al Proyecto Manhattan, la existencia (sospechada por la intelgencia estadounidense) de un científico no identificado que colaboró con la inteligencia soviética y la interacción de dicho científico con Lona Cohen (esposa de Morris Cohen) para transportar información robada.
De acuerdo con Cohen, para otoño de 1994 quedaban muy pocas personas en la inteligencia soviética («dos o quizás tres») que sabían el nombre real del segundo científico.
Por su parte, poco antes de fallecer en 1992, Lona Cohen sostuvo una entrevista telefónica con el historiador Walter Schneir. En dicha entrevista, Lona Cohen corroboró que había realizado al menos un viaje entre Albuquerque y Nueva York para transportar información clasificada robada a Estados Unidos, pero no podía recordar bien con quién se había entrevistado en Nuevo México, refiriendo que probablemente fue un científico o físico.

## Presuntas identidades

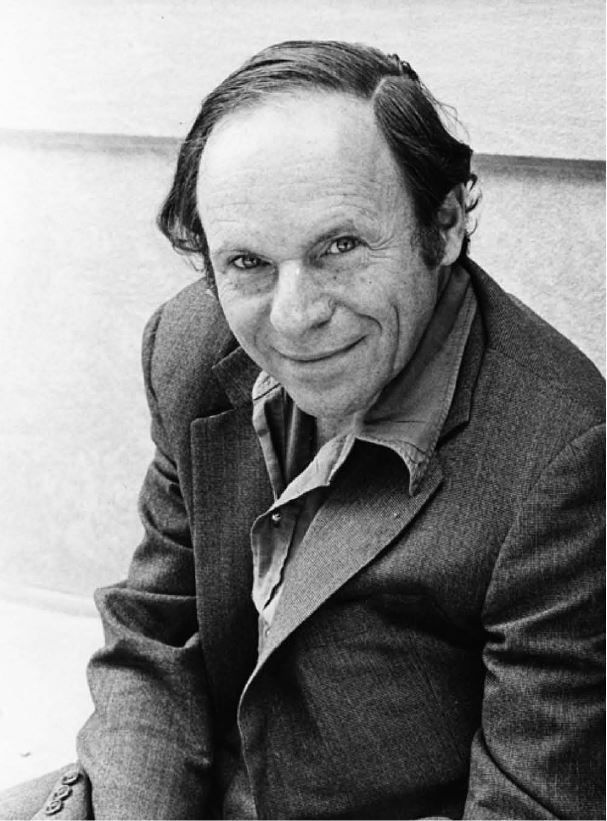
Aunque el físico estadounidense Philip Morrison fue señalado como la posible identidad real de Perseo, las pruebas de esto eran pobres y las contradicciones varias.

### Oscar Seborer

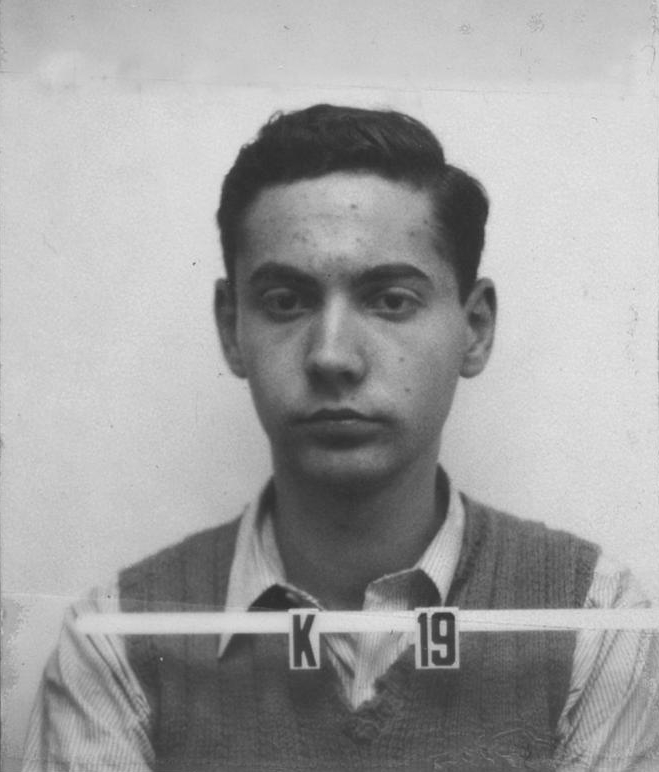
El físico estadounidense y espía soviético Theodore Hall cuenta con algunas características atribuidas a Perseo.